# Morti nel 689
| Questa pagina contiene informazioni ricavate automaticamente dalle voci biografiche con l'ausilio del template Bio e di un bot. L'aggiornamento è periodico e automatico e ricostruisce completamente la pagina. Se manca una persona in questa lista, sei pregato di non aggiungerla, ma accertati piuttosto che la sua voce biografica contenga il template Bio e che i dati anagrafici siano correttamente compilati. Se il template Bio manca, inseriscilo tu stesso o, in alternativa, metti l'avviso {{tmp\|Bio}} che ne segnala la mancanza. Se i dati riportati sono sbagliati, correggi direttamente la voce biografica; le modifiche saranno visibili in questa lista entro pochi giorni. Per chiarimenti vedi il progetto biografie. La lista contiene solo le 8 persone che sono citate nell'enciclopedia e per le quali è stato implementato correttamente il template Bio. Pagina aggiornata al 10 feb 2025. |

- 20 aprile - Caedwalla del Wessex, sovrano anglosassone
- 27 novembre - Giovanni III Semnudeo, arcivescovo cristiano orientale egiziano
- Alachis, politico e militare longobardo
- Chiliano, vescovo e santo tedesco
- Fǎrù, monaco buddista cinese (n. 638)
- Grimoaldo II di Benevento, nobile longobardo
- Seno, longobardo
- Totnano di Würzburg, religioso e santo irlandese